# Yvon Douis
Yvon Douis (Les Andelys, 16 de maio de 1935 – Nice, janeiro de 2021) foi um futebolista francês que atuou como atacante.

## Carreira
Douis jogou no Lille, com o qual conquistou um campeonato nacional em 1954 e uma Copa da França em 1955 (neste último marcou dois gols na final contra o Bordeaux). Também atuou no Mônaco, onde venceu novamente as duas competições em 1963.
Integrou o elenco da Seleção Francesa de Futebol na Copa do Mundo de 1958, na qual ganhou a medalha de bronze, marcando um gol na disputa do terceiro lugar contra a Alemanha Ocidental.

## Morte
Em 29 de janeiro de 2021, foi divulgado que Douis morreu no "início da semana" em Nice devido à COVID-19.

## Títulos
- Copa do Mundo de 1958: terceiro Lugar